# Start. Stop.
Start. Stop. är Him Kerosenes andra och sista studioalbum, utgivet 1997 på Telegram Records Stockholm. The Bear Quartet-medlemmen Peter Nuottaniemi bidrog med text till vissa låtar.

## Låtlista[1]
1. "Hopey " – 2:35
2. "Landybugs " – 4:20
3. "United " – 3:01
4. "Before You Croke" – 3:03
5. "For How Long Can You Hold Your Breath" – 4:39
6. "Neutrinio" – 3:17
7. "Whatever Gets You Baby" – 4:32
8. "No Title" – 2:59
9. "Painted Face" – 2:46
10. "Dig Her" – 4:33
11. "Ventilate" – 2:23
12. "Dominator" – 3:35